# سموك
سموك : هو شخصية في العاب الفيديو من سلسلة مورتال كومبات. اسمه الحقيقي هو توماس فربادا. أول ظهرو له كان خصم مخفيّ غير قابل للعب في مورتال كومبات الجزء الثاني، وكان أول ظهور لـ سموك في مورتال كومبات 3 كانت شخصيتة غير مقفلة. بينما كان سموك على هيئة إنسان في مورتال كومبات الجزء الثاني، وسيصبح سايبورغ في مورتال كومبات 3، منضماً مع سايراكس وسيكتور.